# Sextus Tarquin
Sextus Tarquinius est le plus jeune fils de Tarquin le Superbe qui était roi de Rome. 

## Histoire
Les Tarquins sont une dynastie étrusque qui règnent sur Rome de 616 à 509 av. J.-C. avant la République. Le dernier roi de cette dynastie est Tarquin le Superbe, dont le fils amène la perte.
Après de nombreuses guerres victorieuses, Tarquin le Superbe entreprend d'attaquer Gabies, une ville voisine de Rome. Il ne réussit pas à la prendre d'assaut et ne peut l'assiéger. Il conçoit alors d'employer la ruse et la perfidie : il envoie Sextus à Gabies demander l'asile prétextant échapper à la cruauté de son père, et ces derniers l'acceptent. Sextus s'impose et obtient le commandement de l'armée, puis très rapidement le pouvoir. Une fois cela fait, il condamne petit à petit tous les citoyens importants de la ville, à mort ou à l'exil, donnant la totalité des biens des condamnés au peuple, comme il le fait des butins de guerre, devenant très populaire. Une fois l'ancien pouvoir de la ville décimé, la ville tombe entre les mains de Tarquin le Superbe grâce à Sextus.
Quelques années plus tard, durant le siège d'Ardée, les fils de Tarquin le Superbe et leur cousin Tarquin Collatin débattent pour savoir laquelle de leurs femmes est la plus vertueuse et la plus belle. Il s'avère que Lucrèce, femme de Tarquin Collatin, remporte tous les suffrages. Sextus en conçoit de la jalousie. Quelques jours plus tard, il retourne à Collatie dans la maison de Tarquin Collatin et viole Lucrèce,,.
Après son départ, Lucrèce envoie chercher son père, Spurius Lucretius Tricipitinus, accompagné de Publius Valerius Publicola et son mari, Lucius Tarquinius Collatinus, ce dernier venant avec Lucius Junius Brutus, en compagnie de qui il chevauchait, quand le message arriva. Lucrèce leur révèle ce qui lui est arrivé et, après les avoir fait jurer de venger son honneur, elle se poignarde,,. Là-dessus, Brutus leur arracha un second serment, celui de chasser les Tarquins et d'établir la République à Rome.
Le soulèvement qui s'ensuivit met fin à la royauté, les Tarquins sont bannis de Rome, et la République est proclamée. Sextus, qui s'est réfugié à Gabies, y périt assassiné, en cette année 509 av. J.-C.

## Sources